# Hörby kommun
Hörby kommun er en kommune i Skåne län (Skåne) i Sverige. Kommunen omfatter 433,07 km² og har 15.020 indbyggere.

## Byer i kommunen
- Hörby (kommunesæde)
- Ludvigsborg
- Osbyholm